# Chrysopélie
Dans la mythologie grecque, Chrysopélie ou Chrysopeleia (en grec ancien : Χρυσοπέλεια) était une nymphe hamadryade.

## Mythologie
Le récit le plus détaillé évoquant Chrysopélie est donné dans la scolie de Jean Tzétzès sur Lycophron, et se présente comme suit: Le chêne dans lequel vivait l'hamadryade était menacé par les eaux d'une rivière en crue. La nymphe fut secourue par Arcas, fils de Zeus et de Callisto, roi éponyme de la province d'Arcadie, qui chassait dans les environs : il dévia la rivière et sécurisa l'arbre avec un barrage. Chrysopélie devint son amante et lui donna deux fils, Apheidas (en) et Élatos (it).
Chrysopélie est également mentionnée dans la Bibliothèque comme l'une des épouses possibles d'Arcas. Apollodore précise que Chrysopélie, comme l'épouse d'Arcas, était mentionnée dans l'œuvre d'Eumélos.